# مولشوو
مولشوو (به آلمانی: Mölschow) یک شهر در آلمان است که در فرپومرن-گرایفسوالد واقع شده‌است. مولشوو ۷۹۴ نفر جمعیت دارد.